# Мамед-заде, Рамиз Гусейн Кули оглы
Рамиз Гусейн Кули оглы Мамед-заде (азерб. Məmmədzadə Ramiz Hüseynqulu oğlu; 11 апреля 1930, Баку — 24 июня 2017) — советский хозяйственный, государственный и политический деятель. Депутат Верховного Совета Азербайджанской ССР 8, 9-го созывов.

## Биография
Родился в 1930 году в Баку. Член КПСС с 1954 года.
С 1952 года — на хозяйственной, общественной и политической работе. 
В 1952—1997 годах — педагог, первый секретарь Карадагского райкома комсомола, заведующий орготделом Карадагского РК КП Азербайджана. Секретарь первичной парторганизации нефтепромысла. Инструктор Бакинского горкома партии. Инструктор отдела партийных органов ЦК КП Азербайджана. Второй секретарь Сумгаитского горкома партии.
Работал в органах государственной безопасности.
Заведующий отделом административных органов. Заведующий отделом организационно-партийной работы ЦК КП Азербайджана. Инструктор ЦК КПСС. Секретарь ЦК КП Азербайджана. 
Заместитель председателя Республиканского комитета по техническому профессиональному образованию.
Ректор Центрального Института совершенствования педагогов Азербайджана (1984—1997).
Избирался депутатом Верховного Совета Азербайджанской ССР 8, 9-го созывов.
Умер в Баку в 2017 году.